# دافيد فيتوريني
دافيد فيتوريني (بالإيطالية: Davide Vitturini)‏ (21 فبراير 1997 بلاكويلا في إيطاليا - ) هو لاعب كرة قدم إيطالي في مركز الدفاع.

## روابط خارجية
- دافيد فيتوريني على موقع قاعدة بيانات كرة القدم.إي يو (الإنجليزية)
- دافيد فيتوريني على موقع Soccerway.com (الإنجليزية)
- دافيد فيتوريني على موقع عالم كرة القدم.نت (الإنجليزية)
- دافيد فيتوريني على موقع AS.com (الإسبانية)